# Konrad Möller

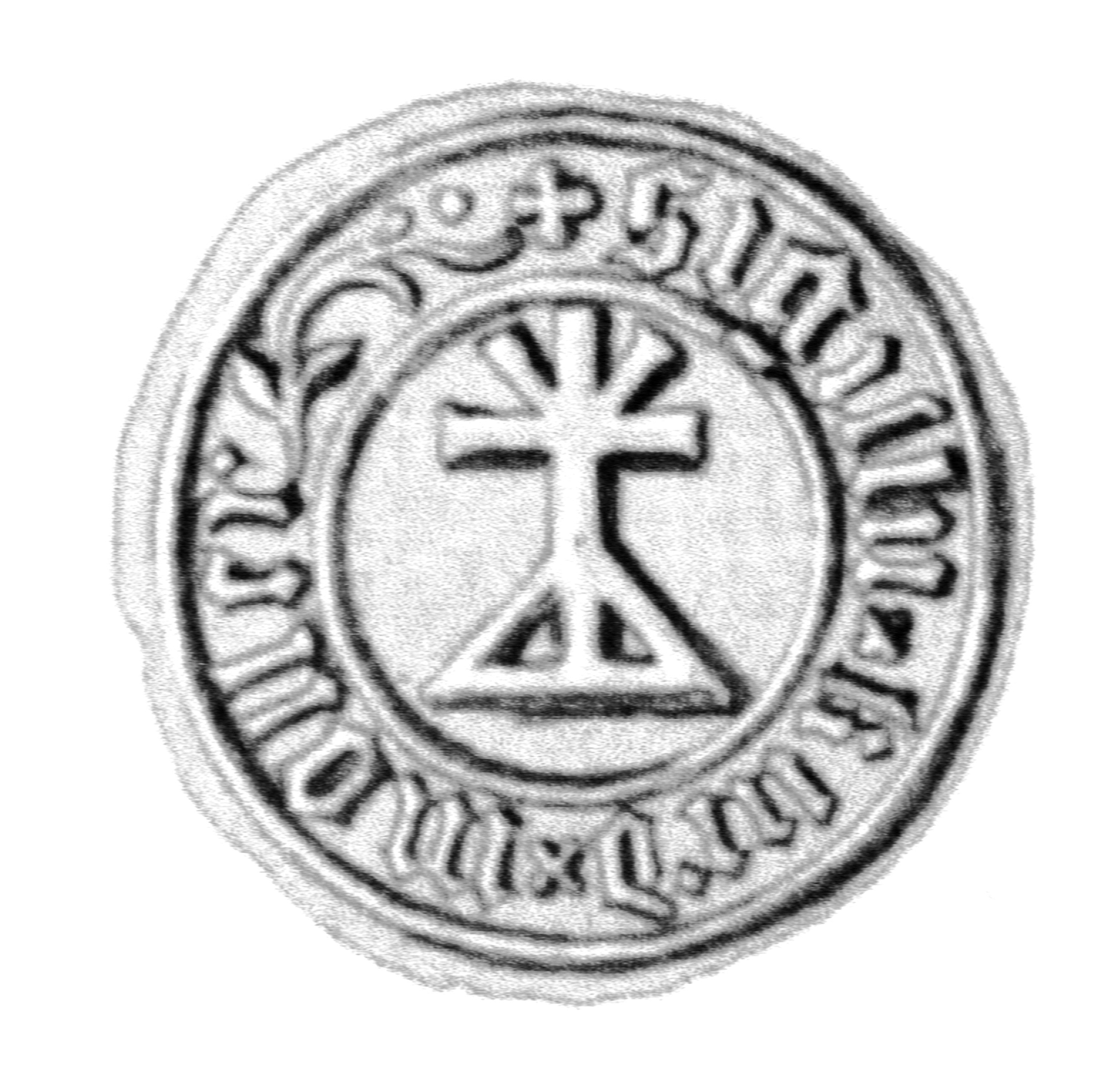
Siegel des Konrad Möller um 1469 mit Hauszeichen

Konrad Möller, niederdeutsch auch Cort Moller († 1478 in Lübeck) war Kaufmann und Ratsherr der Hansestadt Lübeck.

## Leben
Konrad Möller wurde 1452 in den Lübecker Rat erwählt. Als Ratsherr war er in zahlreiche diplomatische Missionen unter Führung der Bürgermeister Johann Westphal, Andreas Geverdes und Johann Lüneburg eingebunden. 1465 wurde er Mitglied der patrizischen Zirkelgesellschaft. 1476 war er als Ratsherr und Gesandter der Stadt bei den Verhandlungen, mit denen Streitigkeiten zwischen den Bürgern von Bergen und dem Hansekontor auf Bryggen beigelegt werden sollten. Im gleichen Jahr reiste er auch nach Kopenhagen zu König Christian I. von Dänemark, um dort mit diesem über die Missachtung der Handelsprivilegien der Hanse zu sprechen; diese Verhandlungen wurden von ihm im Folgejahr 1477 in Kopenhagen fortgesetzt.
Konrad Möller war in erster Ehe mit einer Tochter des Lübecker Bürgers Johann von dem Sande und in zweiter Ehe mit einer Tochter des Bürgers Johann von dem Hove verheiratet. Letztere war eine Stieftochter des Ratsherrn Heinrich von Stiten.